# Volano le pagine
Volano le pagine è il secondo album di Mietta, pubblicato nel 1991 dalla Fonit Cetra.

## Descrizione
È uscito due mesi dopo la sua partecipazione al Festival di Sanremo 1991 con la canzone Dubbi no, scritta per lei da Amedeo Minghi. Tra gli autori del disco: Mango (che scrive la musica di tre pezzi su testi di Pasquale Panella, che si accredita con lo pseudonimo Di Paolo Vanda), Biagio Antonacci, Mariella Nava (che firma Il gioco delle parti, brano presentato al Festivalbar) e Sergio Laccone (con cui duetta in Cantare, ballare). Francesca Alotta partecipa come corista, Fio Zanotti come arrangiatore di alcuni brani e Vincenzo Miglietta (padre della cantante Mietta) come coautore del brano Raptus. Nel disco è presente anche un omaggio a Sarah Vaughan con la reinterpretazione di Lover Man.
Nella ristampa del disco vengono inserite fotografie dell'artista, non presenti nella prima edizione.
L'album supera le 250 000 copie vendute.

## Tracce
1. Dubbi no – 4:03 (Amedeo Minghi)
2. Il gioco delle parti – 4:29 (Mariella Nava)
3. Brivido di vita – 5:11 (Biagio Antonacci)
4. Lascia che sia – 4:05 (A. Scoparo)
5. Oltre te – 3:50 (testo: Di Paolo Vanda – musica: Mango)
6. Soli mai – 4:50 (testo: Di Paolo Vanda – musica: Mango)
7. E no (cosa sei) – 4:57 (testo: Di Paolo Vanda – musica: Mango)
8. Cantare, ballare – 4:10 (Sergio Laccone) – Cantata con Sergio Laccone
9. Raptus – 5:23 (testo: Vincenzo Miglietta – musica: Antonio De Bartolomeo)
10. Volano le pagine – 5:01 (Sergio Laccone)
11. Lover Man – 5:46 – Cover di Sarah Vaughan

Durata totale: 51:45

## Formazione
- Mietta – voce
- Pier Michelatti – basso
- Riccardo Biseo – pianoforte
- Fio Zanotti – fisarmonica, pianoforte, tastiera
- Paolo Gianolio – chitarra, programmazione, tastiera
- Rilly – tastiera, programmazione, batteria, percussioni
- Roberto Gatto – batteria
- Massimo Idà – tastiera, programmazione
- Luca Pirozzi – basso
- Marcello Surace – batteria
- Franco Vinci – chitarra
- Massimo Moriconi – contrabbasso
- Maurizio Giammarco – sassofono tenore
- Letizia Mezzanotte, Francesca Alotta – cori